# Isa Izgi
Isa Izgi (Brussel, 1 september 1984) is een Belgische voetballer die speelt als doelman. Hij debuteerde op 23 oktober 2004 in het betaald voetbal in dienst van FC Brussels. Daarmee verloor hij die dag van Sint-Truiden.
Izgi werd in 1994 opgenomen in de jeugd van FC Brussels, dat toen nog RWDM heette. In het seizoen 2006/07 werd hij verhuurd aan Royal Antwerp FC.

## Statistieken
| Seizoen | Club            | Land   | Competitie    | Wed. | Goals |
| ------- | --------------- | ------ | ------------- | ---- | ----- |
| 2004/05 | FC Brussels     | België | Eerste Klasse | 16   | 0     |
| 2005/06 | FC Brussels     | België | Eerste Klasse | 1    | 0     |
| 2006/07 | → Royal Antwerp | België | Tweede Klasse | 2    | 0     |
| 2007/08 | FC Brussels     | België | Eerste Klasse | -    | -     |
| 2008/09 | FC Brussels     | België | Tweede Klasse | -    | -     |
| 2009/10 | FC Brussels     | België | Tweede Klasse | -    | -     |
| Totaal  | Totaal          | Totaal | Totaal        | ...  | ...   |